# Lotus chazaliei
Lotus chazaliei là một loài thực vật có hoa trong họ Đậu. Loài này được H.Boissieu miêu tả khoa học đầu tiên.